# Ritsuko Nakayama
Ritsuko Nakayama (中山律子, Nakayama Ritsuko) est une joueuse de bowling japonaise, née le 12 octobre 1942 à Kusatsu.
Au cours de sa carrière professionnelle, elle accumule 33 victoires. Elle atteint la première place du classement féminin de la Japan Professional Bowling Association en 1969 (197,6) et en 1970 (199,2), et reste dans le top trois jusqu'en 1973.
Le 21 août 1970, elle est la première joueuse professionnelle à réaliser le score parfait de 300.